# Araneus sagicola
Araneus sagicola är en spindelart som först beskrevs av Wilhelm Dönitz och Embrik Strand 1906.  Araneus sagicola ingår i släktet Araneus och familjen hjulspindlar. Inga underarter finns listade i Catalogue of Life.